# 1992 у кіно

## Фільми

### Світове кіно
- Основний інстинкт
- Ромпер Стомпер
- Скажені пси
- Тільки в танцювальній залі

### [[Файл:Flag of Ukraine.svg|border|25px]]Україна

#### Укранімафільм
- Знайда

## Персоналії

### Народилися
- 11 лютого — Тейлор Лотнер, американський актор.
- 2 листопада — Наомі Акі, британська акторка.

### Померли
- 8 січня — Ентоні Дуглас Гіллон Доусон, шотландський актор.
- 23 січня — Фредді Бартолом'ю, британський дитина-актор.
- 26 січня — Хосе Феррер, американський актор з Пуерто-Рико, режисер.
- 2 лютого — Куманченко Поліна Володимирівна, українська акторка.
- 18 лютого — Філіппов Роман Сергійович, радянський актор театру і кіно (нар. 1936).
- 4 березня:
  - Євстигнєєв Євген Олександрович, радянський актор театру і кіно.
  - Нестор Альмендрос, кінооператор та кінорежисер-документаліст іспанського походження (нар. 1930).
- 11 березня — Річард Брукс, американський кінорежисер, сценарист, продюсер, прозаїк.
- 14 березня — Михайлов Олександр Олександрович, радянський російський актор театру та кіно.
- 16 березня — Щербаков Петро Іванович, радянський актор.
- 20 березня — Жорж Дельрю, французький композитор та музикант, спеціаліст у галузі кіномистецтва.
- 28 березня — Моріс Тейнак, французький актор театру та кіно (нар. 1917).
- 29 березня — Пол Генрейд, австрійський і американський актор і режисер.
- 23 квітня:
  - Сатьяджит Рай, бенгальський індійський кінорежисер.
  - Мокроусов Микола Тихонович, радянський український організатор кіновиробництва.
- 6 травня — Марлен Дітріх, німецько-американська акторка, співачка, музикантка та автобіографістка.
- 5 червня — Грабовський Ігор Авксентійович, український режисер-документаліст.
- 10 червня — Сабуров Борис Олександрович, радянський і український актор театру і кіно.
- 18 червня — Шульгін Віктор Сергійович, радянський актор театру і кіно.
- 6 липня — Сафонов Всеволод Дмитрович, радянський російський актор театру та кіно.
- 7 липня — Сивчикова Тетяна Миколаївна, радянський, український режисер по монтажу.
- 15 липня — Розаліон-Сошальська Варвара Володимирівна, радянська акторка театру і кіно.
- 16 липня — Пельтцер Тетяна Іванівна, радянська акторка.
- 23 липня — Арлетті, французька кіноакторка.
- 25 липня — Цилінскіс Гунарс, радянський і латвійський актор.
- 26 липня — Гілевич Фелікс Ілліч, український актор, кінооператор (нар. 1936).
- 27 липня — Єпіфанцев Георгій Семенович, радянський і російський актор театру і кіно.
- 15 серпня — Грінберг Яків Львович, радянський і український художник по гриму.
- 12 вересня — Ентоні Перкінс, американський актор та режисер.
- 29 вересня — Жан Оранш, французький сценарист та діалогіст (нар. 1903).
- 6 жовтня — Геляс Ярослав Томович, український актор театру та кіна, режисер, художник.
- 30 жовтня — Дзенькевич Людмила Олександрівна, українська кінорежисерка.
- 2 листопада — Гарольд Роуч, американський продюсер, режисер і актор.
- 2 грудня — Карюков Михайло Федорович, радянський оператор, кінорежисер і сценарист.
- 14 грудня — Черняєв Євген Олександрович, радянський і російський художник кіно (нар. 1921).